# Nuit polaire

Crépuscule bleu caractéristique de la nuit polaire, à Longyearbyen, Svalbard, situé à la latitude 78° nord.

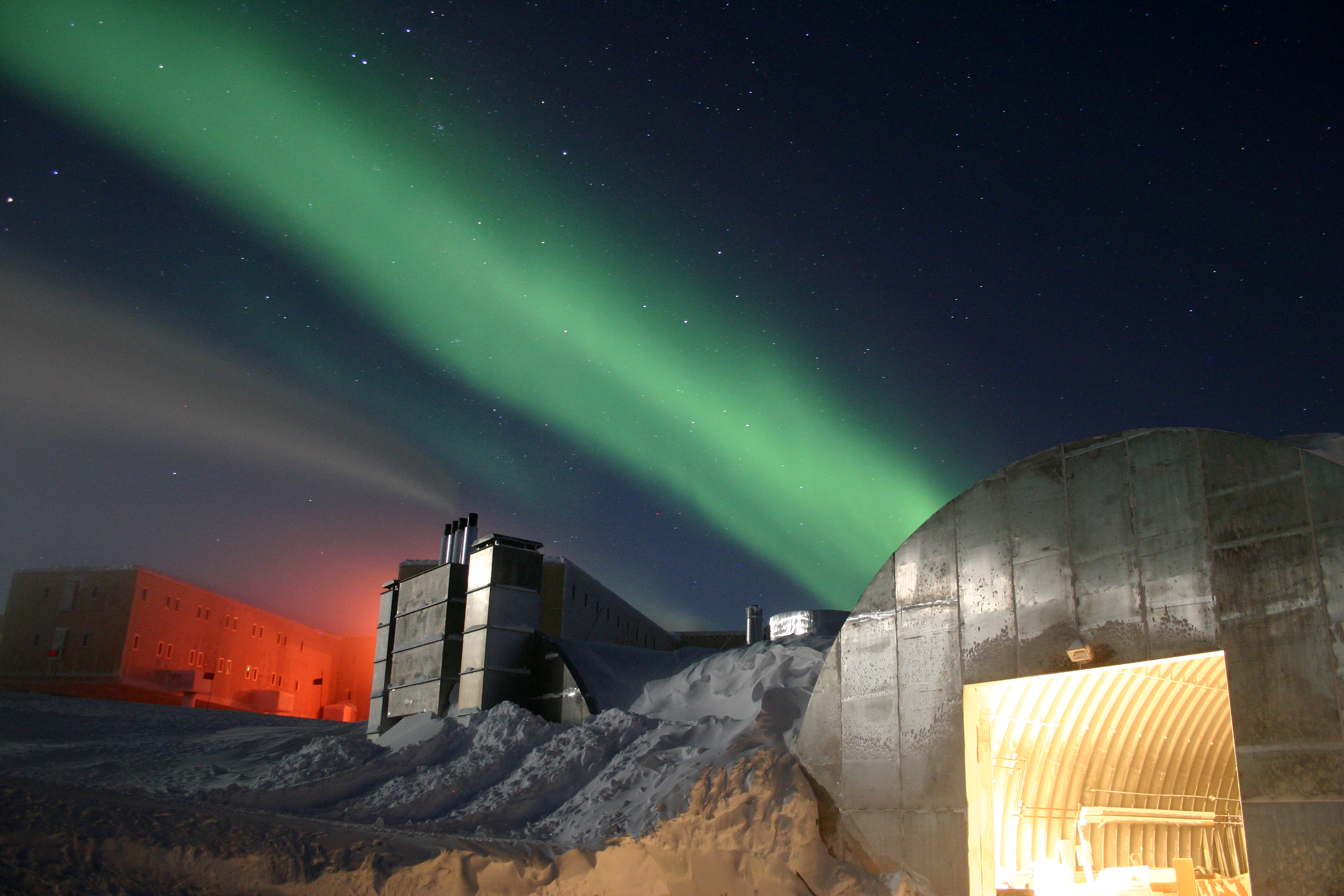
Nuit polaire à la base antarctique Amundsen-Scott, en juillet 2005.

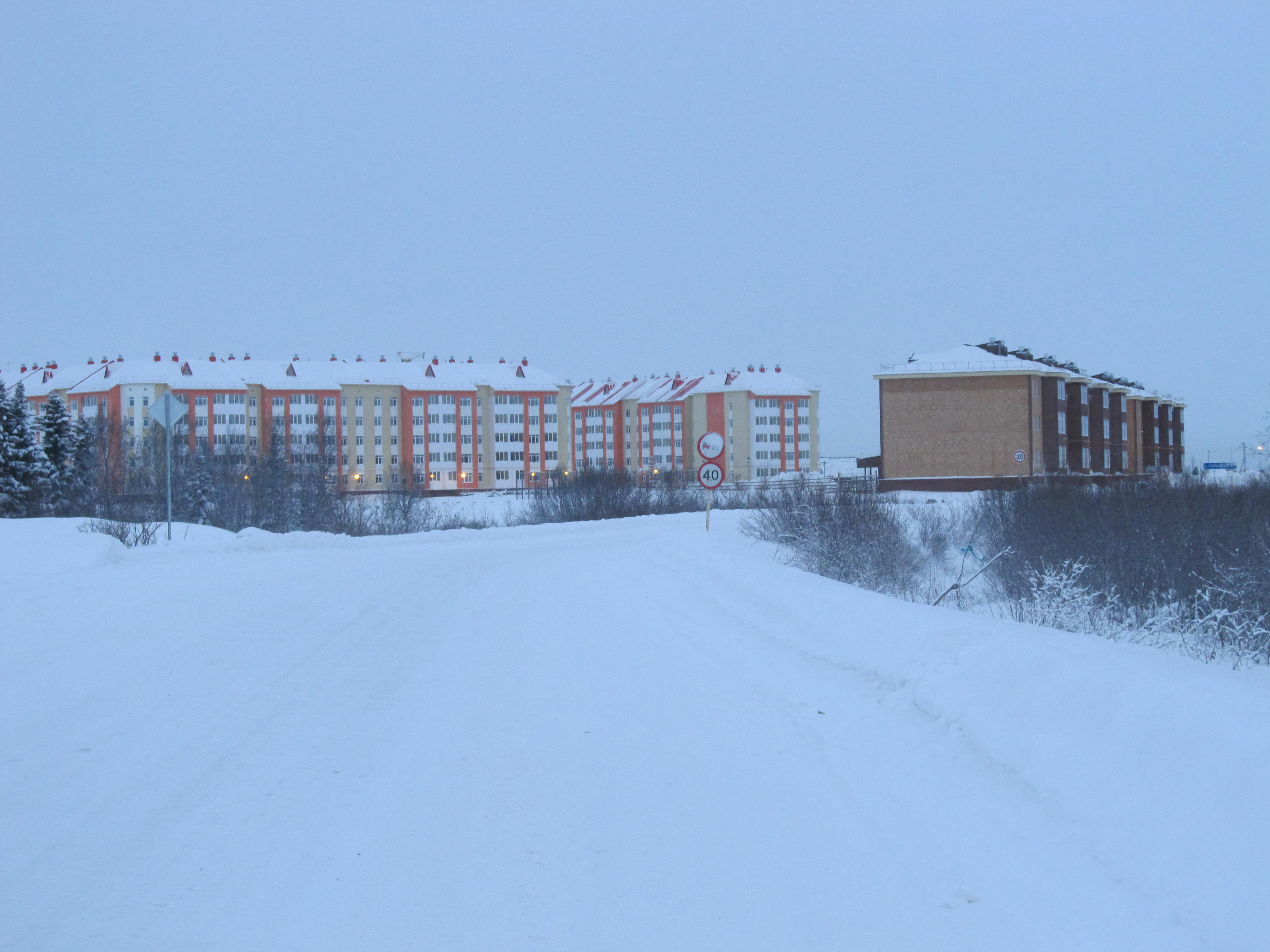
Nuit polaire à Naryan-Mar, Russie. 23 décembre 2014, 11h27 (midi).

La nuit polaire est un phénomène qui se produit dans les régions les plus septentrionales et méridionales de la Terre lorsque le Soleil ne se lève pas. Cela se produit uniquement dans les cercles polaires. Le phénomène opposé, le jour polaire, ou soleil de minuit, se produit lorsque le Soleil reste au-dessus de l'horizon pendant plus de 24 heures. On entend par « nuit » le centre du Soleil situé au-dessous d'un horizon libre. Étant donné que l’atmosphère réfracte les rayons du Soleil, le jour polaire dure plus longtemps que la nuit polaire et la zone touchée par la nuit polaire est un peu plus petite que celle du soleil de minuit. Le cercle polaire est situé à une latitude entre ces deux zones, à une latitude d'environ 66,55 degrés. Dans la ville la plus au nord de la Suède, Kiruna, à une latitude de 67° 51'N, la nuit polaire à une durée d'environ 22 jours, tandis que le soleil de minuit reste présent environ 53 jours. Alors qu'il fait jour dans le cercle polaire arctique, il fait nuit dans le cercle antarctique et vice versa.
N'importe quelle planète ou lune avec une inclinaison axiale suffisante a plus de chance de voir la nuit polaire (en l’absence de rotation synchrone).

## Description
Durant le solstice d’hiver, aux pôles, la nuit n’est pas totalement noire partout dans le cercle polaire, mais seulement à des endroits situés à moins de 5,5 ° des pôles, et seulement lorsque la Lune est bien au-dessous de l’horizon. Les régions situées à la limite intérieure des cercles polaires connaissent un crépuscule polaire au lieu de la nuit polaire. En fait, les régions polaires ont généralement plus de pénombre toute l'année que les régions tropicales.
Pour les régions situées à l'intérieur des cercles polaires, la durée maximale pendant laquelle le Soleil est complètement sous l'horizon varie de zéro à quelques degrés au-delà du cercle polaire arctique et du cercle polaire antarctique à 174 jours aux pôles.
Cependant, tout ce temps n'est pas classé comme de la nuit polaire car la lumière du Soleil peut être visible en raison de la réfraction. Le temps où une partie du Soleil est au-dessus de l’horizon est de 186 jours aux pôles. Les chiffres précédents sont des moyennes : l'ellipticité de l'orbite terrestre fait que le pôle Sud reçoit en moyenne une semaine d'éclaircissement supplémentaire avec le Soleil en dessous de l'horizon que le pôle Nord (voir équinoxe).

## Types de nuits polaires

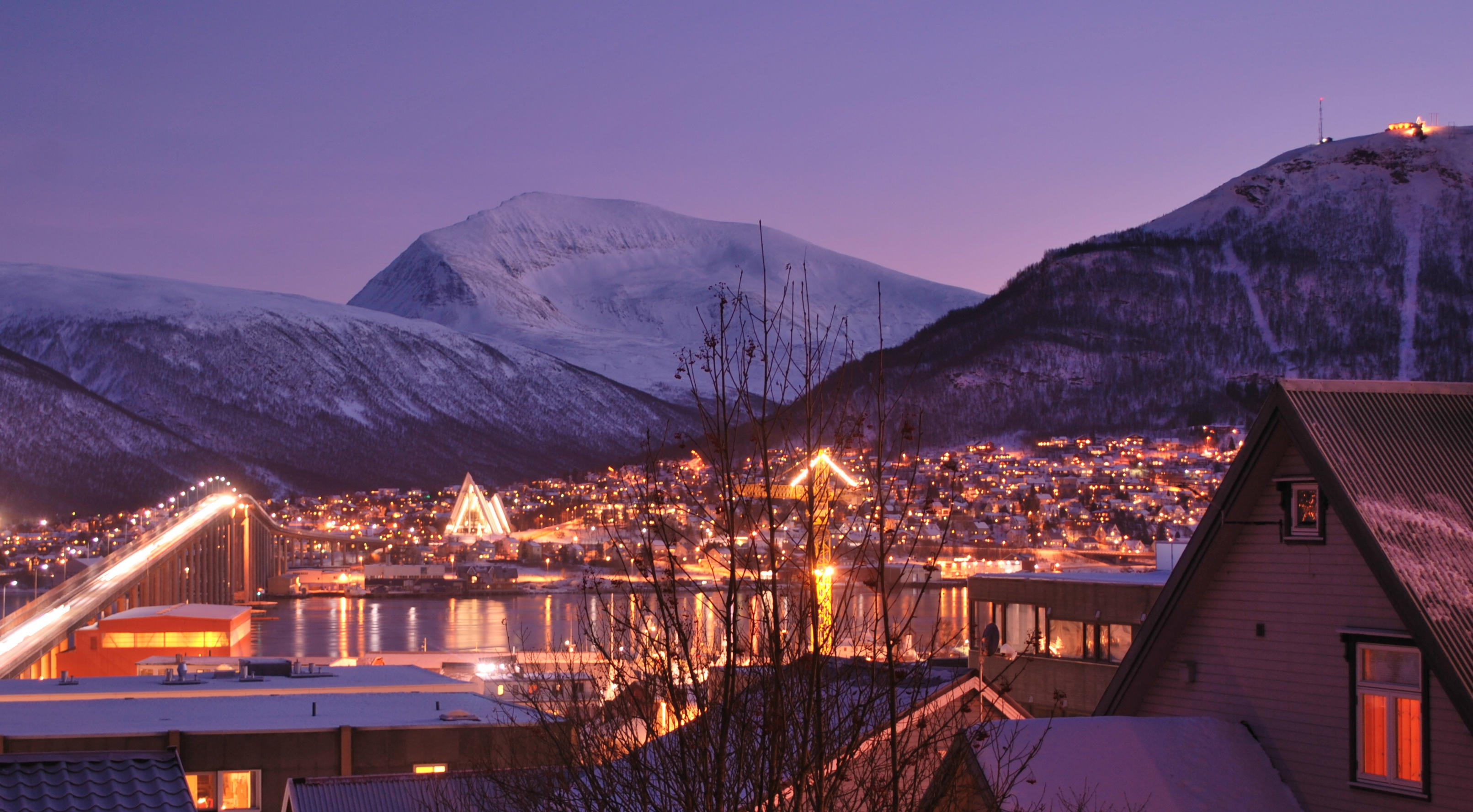
Début d'après-midi pendant la nuit polaire à Tromsø, en Norvège.

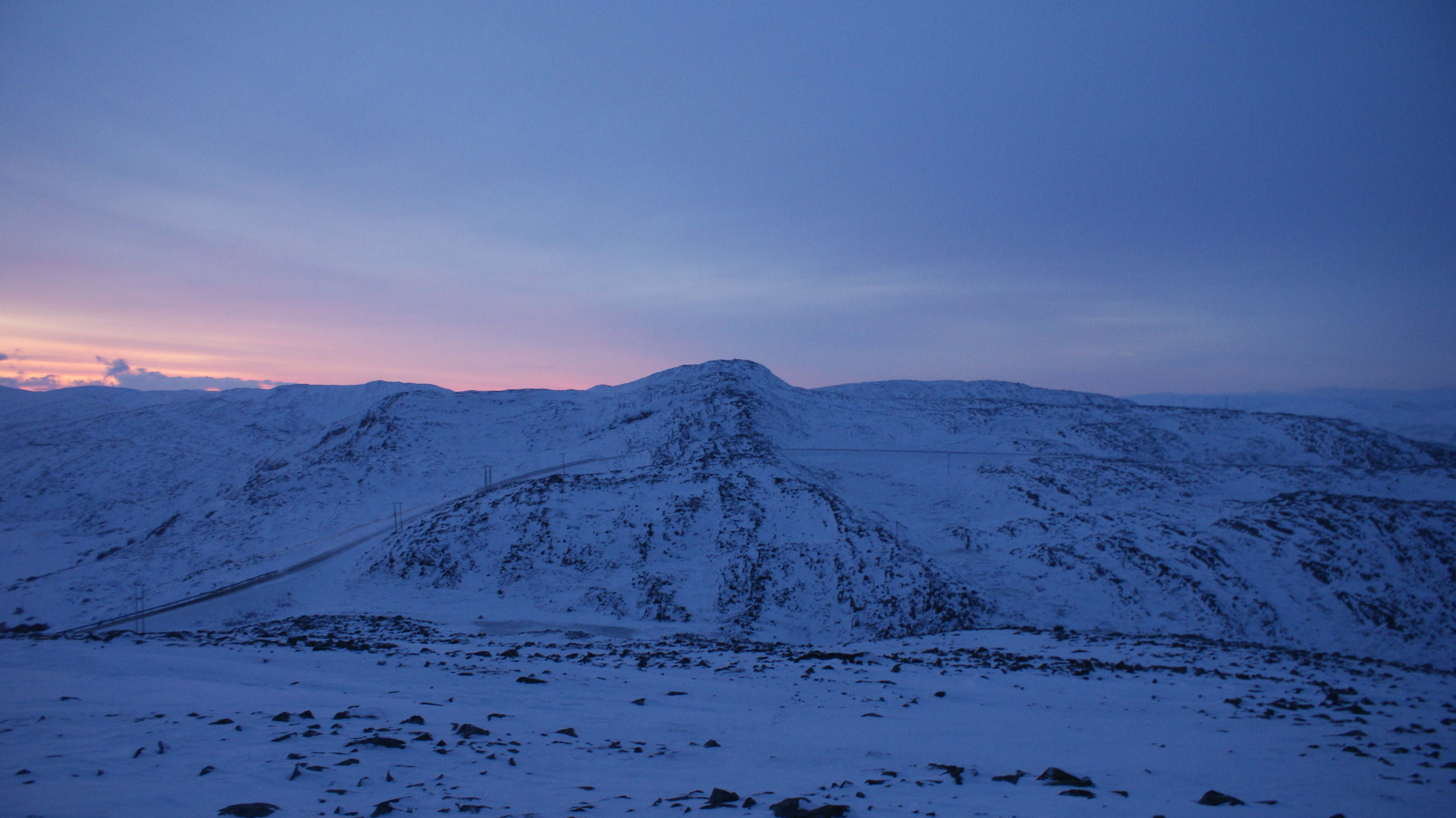
Nuit polaire sur la péninsule de Nordkinn en Norvège, la péninsule la plus septentrionale de l'Europe continentale.

Comme il existe différents types de crépuscule, il existe également différents types de nuit polaire. Chaque type de nuit polaire est défini  par rapport au moment où il fait plus sombre que le type de crépuscule correspondant. Les descriptions ci-dessous partent du principe que le ciel est relativement clair, ainsi le ciel sera plus sombre en présence de nuages denses.

### Crépuscule polaire
Le crépuscule polaire se produit dans les zones situées à la limite intérieure des cercles polaires, où le Soleil sera à l'horizon ou au-dessous de l'horizon toute la journée au solstice d'hiver. Il n’y a alors pas de véritable lumière du jour au moment de la culmination solaire, seulement un crépuscule civil. Cela signifie que le Soleil est en dessous de l'horizon, mais reste au-dessus de 6° sous l'horizon. Pendant le crépuscule civil, il peut y avoir encore suffisamment de lumière pour pouvoir pratiquer la plupart des activités de plein air en raison de la diffusion de la lumière par la haute atmosphère. Les réverbères peuvent rester allumés toute la journée et une personne regardant une fenêtre depuis une pièce bien éclairée peut voir leur reflet même à midi, le niveau d'éclairement extérieur étant inférieur à celui de nombreux espaces intérieurs éclairés.
Les personnes atteintes d'une dépression saisonnière ont tendance à rechercher un traitement par la lumière artificielle, car les avantages psychologiques de la lumière du jour nécessitent des niveaux relativement élevés de lumière ambiante (jusqu'à 10 000 lux) qui ne sont présents à aucun stade du crépuscule ; ainsi, les crépuscules de midi rencontrés n'importe où dans les cercles polaires sont encore de la "nuit polaire", y compris à ce stade.

### Nuit polaire civile
La période de nuit polaire civile ne produit qu'une faible lueur de lumière visible à midi. Cela se produit lorsqu'il n'y a pas de crépuscule civil et que seul le crépuscule nautique survient au point culminant de l'énergie solaire. Le crépuscule civil se produit lorsque le Soleil se situe entre 0° et 6 ° au-dessous de l’horizon et la nuit civile, quand il est plus bas que cela (entre 6° et 12° en dessous de l'horizon). Par conséquent, la nuit polaire civile est limitée aux latitudes supérieures à 72 ° 34 ', soit exactement 6 ° à l'intérieur du cercle polaire. Ce type de nuit polaire n'existe pas sur l'Europe continentale. En revanche, au Svalbard,  la nuit polaire civile existe et dure du 11 novembre environ au 30 janvier. Dans la ville de Dikson, en Russie, la nuit polaire civile dure environ un mois. En cas de couverture nuageuse dense, d'autre endroits comme la côte du Finnmark (environ 70 °) en Norvège aura un "jour" plus sombre. Sur le territoire canadien de Pond Inlet au Nunavut, la nuit polaire civile dure du 16 au 26 décembre environ.

### Nuit polaire nautique
Pendant la période de nuit polaire civile, il n'y a aucune trace de lumière du jour, sauf vers midi vrai. Cela se produit lorsqu'il n'y a pas de crépuscule nautique et que seul le crépuscule astronomique survient au point culminant de l'astre solaire. Le crépuscule nautique se produit lorsque celui-ci se situe entre six et douze degrés au-dessous de l’horizon. Pendant la nuit polaire nautique, le Soleil se situe à 12° sous l'horizon (entre 12° et 18° exactement) , la nuit polaire nautique est donc limitée aux latitudes supérieures à 78° 34 ', ce qui correspond exactement à 12 ° dans le cercle polaire et à 11,5 ° du pôle. Elle dure du 19 novembre au 22 janvier à Alert, dans le Nunavut, la colonie la plus septentrionale au Canada et dans le monde.
Elle dure du 15 novembre au 27 janvier à l'extrémité nord du Groenland, à Oodap Qeqertaa.
Sur le territoire canadien d'Eureka, Nunavut au Canada, la nuit polaire nautique dure de début décembre au début janvier.
Au Svalbard, à Ny-Alesund la nuit polaire nautique dure de milieu à fin décembre.
À Franz Josef Land, en Russie, la nuit polaire dure du 27 novembre au 15 janvier.

### Nuit polaire astronomique
La nuit polaire astronomique est une période de nuit continue sans crépuscule astronomique. Le crépuscule astronomique se produit lorsque le Soleil se situe entre douze et dix-huit degrés au-dessous de l’horizon et la nuit astronomique a lieu s’il est plus bas que cela. Ainsi, la nuit polaire astronomique est limitée aux latitudes supérieures à 84 ° 34 ', ce qui correspond exactement à 18 ° dans le cercle polaire ou à cinq degrés et demi du pôle. Pendant la nuit astronomique polaire, les étoiles de la sixième magnitude, qui sont les étoiles les plus obscures visibles à l'œil nu, seront visibles toute la journée. Aux pôles, le Soleil restera entre 18 et 23,55 degrés sous l’horizon, et ces conditions durent 11 semaines aux pôles.
Au pôle Sud, en Antarctique, la nuit polaire dure du 11 mai au 1er août.
Au pôle Nord  la nuit polaire astronomique dure du 13 novembre au 29 janvier,.

### Cycle du Soleil aux pôles
Si un observateur situé au pôle Nord ou au pôle Sud définissait un "jour" comme le temps écoulé depuis l'élévation maximale du Soleil au-dessus de l'horizon pendant une période de lumière du jour jusqu'à son élévation maximale au-dessus de l'horizon de la prochaine période de lumière du jour, un "cycle jour-nuit" vécu par un tel observateur durerait une année terrestre.

## Dans la culture populaire
Le concept d'une nuit polaire a fait l'objet de références dans des films comme Frostbite ou 30 jours de nuit. Dans ces films, les vampires sont attirés par la longue durée des ténèbres, ce qui leur permet de tuer ouvertement et de se nourrir à volonté.